# 호쿠리쿠 지방
호쿠리쿠 지방(일본어: 北陸地方)은 주부 지방 가운데 동해에 접하는 네 현, 즉 니가타현, 도야마현, 이시카와현, 후쿠이현을 말한다.
세계적으로 눈이 많은 지역이며, 옛 지방 구분인 호쿠리쿠도에서 유래한다.
니가타현의 경우 지리적으로는 호쿠리쿠 지방에 포함되지만, 지금은 고신에쓰 지방으로 포함하는 경우가 많다. 이는 고속교통망 정비에 따라 도쿄 및 간토 지방의 영향력이 강해졌기 때문이다.
또한 호쿠리쿠 지방과 신에쓰 지방을 합쳐서 호쿠신에쓰 지방이라고도 말한다.
호쿠리쿠 지방은 니가타 현을 제외하면 경제적, 문화적으로 교토시, 오사카시 등 긴키 지방의 영향력이 강한데 특히 긴키 지방에 접하는 후쿠이 현은 긴키 지방에 포함하는 경우도 적지 않다.

## 인구
| 연도 | 인구      | ±%     |
| ---- | --------- | ------ |
| 1920 | 3,846,000 | —      |
| 1930 | 4,087,000 | +6.3%  |
| 1940 | 4,289,000 | +4.9%  |
| 1950 | 5,179,000 | +20.8% |
| 1960 | 5,201,000 | +0.4%  |
| 1970 | 5,137,000 | −1.2%  |
| 1980 | 5,467,000 | +6.4%  |
| 1990 | 5,584,000 | +2.1%  |
| 2000 | 5,606,505 | +0.4%  |
| 2010 | 5,443,799 | −2.9%  |
| 2020 | 5,186,388 | −4.7%  |

## 같이 보기
- 호쿠리쿠 자동차도
- 호쿠리쿠 본선
- 호쿠리쿠 신칸센
- 고신에쓰 지방
- 신에쓰 지방
- 도호쿠 지방
- 도카이 지방